# Ferdinand III van Castilië
Ferdinand de Heilige (Peleas de Arriba, 1199 – Sevilla, 30 mei 1252), (Spaans: Fernando el Santo of San Fernando), was als Ferdinand II koning van Castilië (vanaf 1217) en als Ferdinand III koning van Castilië-León (vanaf 1230).
Zijn ouders waren koning Alfons IX van León en Berenguela van Castilië, dochter van Alfons VIII van Castilië.
Nadat Hendrik, de jeugdige koning van Castilië, al in 1217 zonder opvolger overleed, kon Ferdinand, geholpen door zijn moeder Berenguela, de regentes van Castilië, de vacante troon van Castilië bestijgen. De dood van zijn vader bezorgde hem in 1230 ook de heerschappij over het koninkrijk León, dat hij spoedig daarna met Castilië tot een ondeelbaar koninkrijk verenigde. Op binnenlands vlak ontnam hij vele voorrechten aan de adel en verbeterde hij de rechtspraak door codificatie (Codex de las Partidas).
Ook op buitenlands vlak speelde Ferdinand III een rol van betekenis. Hij veroverde op de Moren achtereenvolgens Córdoba (1236), het koninkrijk Murcia (1242), daarna ook de steden Mula, Lorca en Cartagena (1244), en ten slotte ook Sevilla (1248), Xerez (1250) en Cádiz (1251).
Door zijn twee huwelijken (1° met Beatrix van Hohenstaufen, dochter van de Duitse koning Filips van Zwaben (1198-1208), daarna 2° met Johanna van Dammartin, een achterkleindochter van Lodewijk VII van Frankrijk) wist hij zich met de twee belangrijke staten te verbinden.
Door zijn vele schenkingen aan de Kerk en zijn verwoede strijd voor het christendom heeft hij zich de bijnaam van "de Heilige" toegeëigend. De kathedraal van Burgos behoort zeker tot zijn beroemdste initiatieven. Hij verenigde de universiteiten van Palencia en die van Salamanca. Ferdinand III werd in 1671 heilig verklaard. Zijn feestdag is op 30 mei.
Ferdinand IV van Napels eerde de heilige in 1800 met het stichten van de Orde van de Heilige Ferdinand en de Verdienste. Hij is de schutspatroon van de Spaanse Maria-Luisa-Orde en de Militaire Orde van de Heilige Ferdinand, de hoogste Spaanse onderscheiding voor dapperheid.

## Voorouders
| Voorouders van Ferdinand III van Castilië (1199-1252) | Voorouders van Ferdinand III van Castilië (1199-1252)                              | Voorouders van Ferdinand III van Castilië (1199-1252)                              | Voorouders van Ferdinand III van Castilië (1199-1252)                     | Voorouders van Ferdinand III van Castilië (1199-1252)                     | Voorouders van Ferdinand III van Castilië (1199-1252)                         | Voorouders van Ferdinand III van Castilië (1199-1252)                         | Voorouders van Ferdinand III van Castilië (1199-1252)                         | Voorouders van Ferdinand III van Castilië (1199-1252)                         |
| ----------------------------------------------------- | ---------------------------------------------------------------------------------- | ---------------------------------------------------------------------------------- | ------------------------------------------------------------------------- | ------------------------------------------------------------------------- | ----------------------------------------------------------------------------- | ----------------------------------------------------------------------------- | ----------------------------------------------------------------------------- | ----------------------------------------------------------------------------- |
| Overgrootouders                                       | Alfons VII van León en Castilië (1105-1157) ∞ Berengaria van Barcelona (1116-1149) | Alfons VII van León en Castilië (1105-1157) ∞ Berengaria van Barcelona (1116-1149) | Alfons I van Portugal (1110-1185) ∞ 1152 Mathilde van Savoye (1121-1158)  | Alfons I van Portugal (1110-1185) ∞ 1152 Mathilde van Savoye (1121-1158)  | Sancho III van Castilië (1134-1158) ∞ 1180 Blanca van Navarra (ca.1133-1156)  | Sancho III van Castilië (1134-1158) ∞ 1180 Blanca van Navarra (ca.1133-1156)  | Hendrik II van Engeland (1133-1189) ∞ 1152 Eleonora van Aquitanië (1122-1204) | Hendrik II van Engeland (1133-1189) ∞ 1152 Eleonora van Aquitanië (1122-1204) |
| Grootouders                                           | Ferdinand II van León (1137-1188) ∞ Urraca van Portugal (1151-1188)                | Ferdinand II van León (1137-1188) ∞ Urraca van Portugal (1151-1188)                | Ferdinand II van León (1137-1188) ∞ Urraca van Portugal (1151-1188)       | Ferdinand II van León (1137-1188) ∞ Urraca van Portugal (1151-1188)       | Alfons VIII van Castilië (1155-1214) ∞ 1152 Eleonora van Engeland (1162-1214) | Alfons VIII van Castilië (1155-1214) ∞ 1152 Eleonora van Engeland (1162-1214) | Alfons VIII van Castilië (1155-1214) ∞ 1152 Eleonora van Engeland (1162-1214) | Alfons VIII van Castilië (1155-1214) ∞ 1152 Eleonora van Engeland (1162-1214) |
| Ouders                                                | Alfons IX van León (1171-1230) ∞ 1152 Berenguela van Castilië (1180-1246)          | Alfons IX van León (1171-1230) ∞ 1152 Berenguela van Castilië (1180-1246)          | Alfons IX van León (1171-1230) ∞ 1152 Berenguela van Castilië (1180-1246) | Alfons IX van León (1171-1230) ∞ 1152 Berenguela van Castilië (1180-1246) | Alfons IX van León (1171-1230) ∞ 1152 Berenguela van Castilië (1180-1246)     | Alfons IX van León (1171-1230) ∞ 1152 Berenguela van Castilië (1180-1246)     | Alfons IX van León (1171-1230) ∞ 1152 Berenguela van Castilië (1180-1246)     | Alfons IX van León (1171-1230) ∞ 1152 Berenguela van Castilië (1180-1246)     |